# Hardek
Hardek este o localitate din comuna Ormož, Slovenia, cu o populație de 240 de locuitori.